# Volker Schemmel

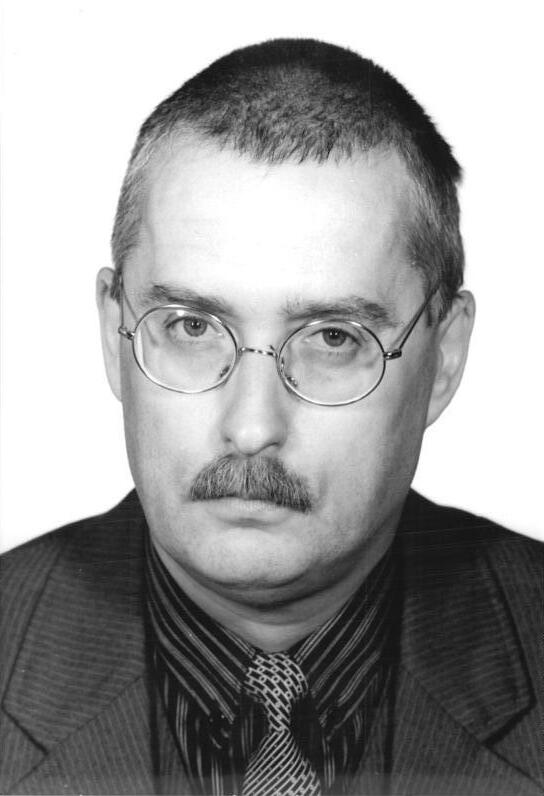
Volker Schemmel, 1990

Ernst Otto Volker Schemmel (* 12. August 1942 in Altenburg; † 5. Juli 2022) war ein deutscher Politiker (SPD). Er war Volkskammerabgeordneter, Bundestagsabgeordneter und von 1999 bis 2004 thüringischer Landtagsabgeordneter.

## Leben
Nach dem Abitur war er zwischen 1962 und 1971 Chemiefacharbeiter. 1973 wurde er Ingenieur für Maschinenbau (Chemieanlagen), nachdem er ein Fernstudium in Dresden und Zwickau absolvierte. Von 1973 bis 1989 war er Entwicklungsingenieur im Chemiekombinat PCK Schwedt – Kombinatsbetrieb Böhlen. Von März bis Oktober 1990 gehörte er der letzten Volkskammer der DDR an und war dort stellvertretender Vorsitzender der SPD-Fraktion. Er war im Wahlkreis Leipzig für die SPD gewählt worden. Anschließend war er drei Monate Mitglied des Bundestages. Danach arbeitete er drei Jahre lang als Referent in der SPD-Bundestagsfraktion. Von 1994 bis 1999 war er Staatssekretär im Thüringer Ministerium für Justiz- und Europaangelegenheiten.
In der dritten Wahlperiode (1999 bis 2004) war Volker Schemmel Mitglied des Thüringer Landtags. Er hatte die Funktion des stellvertretenden Vorsitzenden im Innen- sowie im Justizausschuss des Landtags inne. Ab 2004 war er Mitglied des Kreistages Altenburger Land.
Schemmel war verheiratet und hatte ein Kind.